# Бачелис, Илья Израилевич
Илья Израилевич Баче́лис (6 мая 1902, Киев — 7 ноября 1951, Москва) — советский журналист, театральный критик, сценарист. Лауреат Сталинской премии второй степени (1948).

## Биография
Родился 23 апреля (6 мая) 1902 года в семье студента-медика Сруля Лейбовича Бачелиса (1873—?), уроженца местечка Ковшевато Таращанского уезда. В 1911 году отец получил звание лекаря, и семья переехала в Белую Церковь (Васильковский уезд Киевской губернии), где он открыл практику в области внутренних и детских заболеваний. 
Учился на литературном факультете Киевского университета, в 1926 году окончил Институт внешних сношений в Киеве.
В 1928—1938 годах — корреспондент газеты «Комсомольская правда» по вопросам литературы и искусства. Автор сценария оборонного фильма «Граница на замке» (1937).
Во время войны — специальный корреспондент «Известий», выезжал на фронт. В 1942 году вступил в ВКП(б).
Умер 17 ноября 1951 года после продолжительной болезни.

## Семья
Сестра (от второго брака отца) — Татьяна Израилевна Бачелис, киновед и театровед.
Двоюродный брат — Александр Семёнович Бачелис, инженер-мостостроитель.

## Фильмография
- 1937 — Граница на замке
- 1938 — Повесть о завоёванном счастье
- 1947 — Советская Литва
- 1947 — Москва — столица СССР
- 1948 — Демократическая Венгрия
- 1949 — Великий пример
- 1951 — Советская Эстония
- 1951 — Советская Армения

## Награды и премии
- Сталинская премия второй степени (1948) — за сценарий фильма «Москва — столица СССР» (1947)